# Lieli
Lieli foi uma comuna da Suíça, no Cantão Lucerna, com cerca de 207 habitantes. Estendia-se por uma área de 3,68 km², de densidade populacional de 56 hab/km². Confinava com as seguintes comunas: Beinwil (AG), Gelfingen, Hohenrain, Sulz.
A língua oficial nesta comuna era o Alemão.

## História
Em 1 de janeiro de 2007, passou a formar parte da comuna de Hohenrain.